# Bronx-Whitestone Bridge
De Bronx-Whitestone Bridge, beter bekend als de Whitestone Bridge, is een hangbrug over de East River in New York en verbindt de stadsdelen (boroughs) Queens en The Bronx met elkaar. De brug werd op 29 april 1939 geopend voor verkeer en telde vier rijstroken. De rijbaan werd in 1946 verbreed, zodat de brug 6 rijstroken kon dragen. De nabijgelegen Throgs Neck Bridge werd in 1961 gebouwd om het verkeer over de brug te verminderen.
De brug werd op initiatief van stadsplanner Robert Moses aangelegd om toegang te bieden voor de wereldtentoonstelling (New York World's Fair), die in 1939 werd gehouden in het Flushing Meadows park en voor het vliegveld LaGuardia (toen nog North Beach Airport geheten) en om de westelijker gelegen Triborough Bridge te ontlasten.
Het was de eerste rechtstreekse verbinding tussen Long Island en het vasteland zonder over een ander eiland te gaan. Deze hangbrug verbindt het Ferry Point Park in de Bronx met de wijk Whitestone in Queens. De overbrugging is 701 m, en de totale lengte is 1149 m.
Het ontwerp van de brug, van Othmar Ammann, was vergelijkbaar met de Tacoma Narrows Bridge in Tacoma (Washington) die instortte tijdens een storm in 1940. Na deze ramp werd de brug verstevigd met acht kabels aan iedere toren (pyloon). De brug werd in november 1968 voor korte tijd gesloten nadat een storm de brug meer dan 25 cm verticaal de lucht in had gezwaaid.
In 1943 werden de trottoirs, waarvan voetgangers en fietsers gebruik konden maken, verwijderd om plaats te maken voor meer rijstroken voor het gemotoriseerd verkeer. Vanaf toen konden fietsen gebruikmaken van een busverbinding over de brug. Echter, nadat de lokale buslijnen waren overgenomen door de Metropolitan Transportation Authority, werd de ruimte voor fietsen in 2005 afgeschaft.
De brug, die de Whitestone Expressway (in Queens) verbindt met de Hutchinson River Expressway (Bronx), werd begin jaren 60 een deel van de autosnelweg Interstate 678. De toeritten van de brug werden daarna aangepast aan de standaard voor de Interstate highways. De beide wegen, oorspronkelijk aangelegd als "parkway", werden autosnelweg en maken nu ook deel uit van de I-678.
De brug is eigendom van de stad New York en wordt beheerd door de MTA Bridges and Tunnels. Er wordt tolgeld geheven.